# Gradient

În cele două imagini de mai sus, câmpul scalar este în alb și negru, negru reprezentând valori mai mari, iar gradientul corespunzător acestui câmp este reprezentat de săgeți albastre.

În calculul vectorial, gradientul unui câmp scalar este un câmp vectorial îndreptat, în fiecare punct, în direcția celei mai mari rate de creștere a câmpului scalar, și al cărui modul este cea mai mare rată de schimbare.
O generalizare a gradientului, pentru funcții definite pe un spațiu Banach cu valori vectoriale, este Jacobianul.

## Interpretările gradientului
Dată fiind o cameră în care temperatura este dată de un câmp scalar {\displaystyle \phi }, astfel încât în fiercare punct {\displaystyle (x,y,z)} temperatura este {\displaystyle \phi (x,y,z)} (vom presupune că temperatura nu variază în timp). Atunci, în fiecare punct din cameră, gradientul va arăta direcția în care temperatura crește cel mai repede. Magnitudinea gradientului va determina cât de repede crește temperatura în acea directie.
Fie un deal a cărui înălțime deasupra nivelului mării într-un punct {\displaystyle (x,y)} este {\displaystyle H(x,y)}. Gradientul lui {\displaystyle H} într-un punct este un vector care arată direcția în care panta este cea mai abruptă în acel punct. Cât de abruptă este panta în punctul respectiv este dat de modulul vectorului gradient.
Gradientul poate fi folosit și pentru a măsura cât se modifică un câmp scalar în alte direcții, și nu doar direcția în care se schimbă cel mai mult, efectuând un produs scalar. Considerând din nou exemplul cu dealul și să presupunem că cea mai abruptă pantă de pe deal este 40%. Dacă un drum merge direct în sus pe acel deal, atunci cea mai abruptă pantă a drumului va fi chiar 40%. Dacă în schimb, drumul ocolește dealul în unghi cu direcția dreaptă (vectorul gradient), atunci panta va fi mai mică. De exemplu, dacă unghiul dintre drum și direcția de pantă maximă, proiectată pe planul orizontal, este 60°, atunci cea mai abruptă pantă pe drum va fi de 20%, adică 40% înmulțit cu cosinus de 60°. 
Această observație poate fi formulată matematic după cum urmează. Gradientul funcției înălțime a dealului {\displaystyle H} înmulțită scalar cu un versor dă panta dealului în direcția vectorului. Aceasta se numește derivată direcțională.

## Definiție formală
Gradientul (sau câmpul de vectori gradient) unei funcții scalare {\displaystyle f(x)} în raport cu o variabilă vectorială {\displaystyle x=(x_{1},\dots ,x_{n})} este notat cu {\displaystyle \nabla f} sau {\displaystyle {\vec {\nabla }}f} unde {\displaystyle \nabla } este vectorul operator diferențial nabla. Notația {\displaystyle \operatorname {grad} (f)} este și ea folosită pentru gradient.
Prin definiție, gradientul este un câmp vectorial ale cărui componente sunt derivatele parțiale ale lui {\displaystyle f}. Adică:
{\displaystyle \nabla f=\left({\frac {\partial f}{\partial x_{1}}},\dots ,{\frac {\partial f}{\partial x_{n}}}\right).}
(Aici gradientul este scris ca vector linie, dar adesea este considerat a fi vector coloană; de notat că atunci când o funcție are o componentă temporală, gradientul adesea se referă doar la vectorul derivatelor sale spațiale.)
Produsul scalar {\displaystyle (\nabla f)_{x}\cdot v} al gradientului într-un punct x cu un vector v dă derivata direcțională a lui f în x în direcția v. Rezultă că gradientul lui f este ortogonal pe curbele de nivel (în general, mulțimile de nivel) ale lui f. Aceasta arată că, deși gradientul este definit în termeni de coordonate, el este de fapt invariant în raport cu transformările ortogonale, așa cum și trebuie să fie, în lumina interpretării geometrice date mai sus.
Deoarece gradientul este ortogonal pe mulțimile de nivel (mulțimile de-a lungul cărora f este constantă), poate fi folosit pentru a construi un vector normal la o suprafață. Considerând orice varietate care are dimensiunea cu unu mai mică decât spațiul în care se află (adică o suprafața în 3D, o curbă în 2D, etc.). Fie această varietate definită de o ecuație de forma F(x, y, z) = 0. am transformat astfel varietatea într-o mulțime de nivel. Pentru a găsi un vector normal, se calculează doar gradientul lui F în punctul dorit.
Gradientul este un câmp vectorial nerotațional, iar integralele curbilinii printr-un câmp de gradienți sunt independente de drum, formând un câmp potențial și pot fi evaluate cu ajutorul teoremei gradientului. Reciproca este și ea adevărată, un câmp vectorial nerotațional într-o regiune simplu conexă este întotdeauna gradientul unei funcții scalare. Deoarece pentru orice câmp scalar "U" e valabil întotdeauna:
{\displaystyle rot\;(grad\;U)=\nabla \times \nabla U=0}

## Deducere matematică

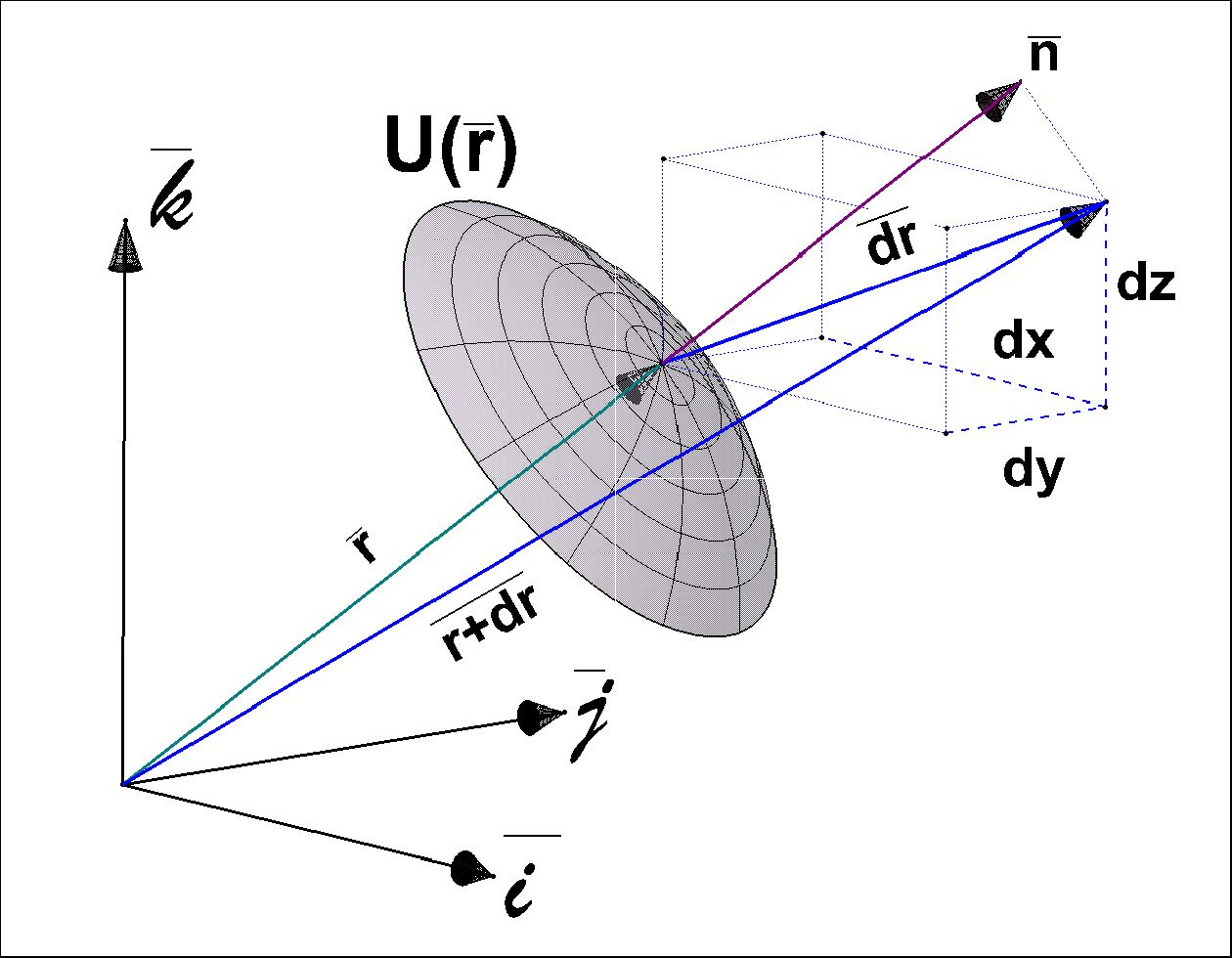
Schiță pentru deducerea matematică a noțiunii de gradient.

Considerând un câmp scalar {\displaystyle U({\vec {r}})} descris de vectorul de poziție {\displaystyle {\vec {r}}}, asociind fiecărui vector o valoare scalară U.
Evaluând derivata totalä:
{\displaystyle dU={\frac {\partial U}{\partial \ x}}\cdot dx+{\frac {\partial U}{\partial \ y}}\cdot dy+{\frac {\partial U}{\partial \ z}}\cdot dz}
Se observă că {{\displaystyle dx,dy,dz}} sunt componenții vectorului variației câmpului: 
{\displaystyle {\vec {d}}r=dx\cdot {\vec {i}}+dy\cdot {\vec {j}}+dz\cdot {\vec {k}}}
Se definește operatorul diferențial, numit nabla, folosit și la noțiunile de divergență, rotor și laplacian :
{\displaystyle \nabla ={\frac {\partial }{\partial \ x}}\cdot {\vec {i}}+{\frac {\partial }{\partial \ y}}\cdot {\vec {j}}+{\frac {\partial }{\partial \ z}}\cdot {\vec {k}}}
Se poate scrie atunci variația scalară a câmpului, ca produs scalar a doi vector, gradientul având calitatea de vector:
{\displaystyle dU=\nabla U\cdot d{\vec {r}}}
Gradientul câmpului scalar {\displaystyle U({\vec {r}})} se obține considerând variația maximală a câmpului in lungul normalei locale {\displaystyle {\vec {n}}} la suprafața de nivel. Astfel folosind derivată direcțională a câmpului scalar după normala variației maximale, se poate scrie gradientul ca: 
{\displaystyle \operatorname {grad} U=\nabla U=dU/d{\vec {n}}\cdot {\vec {n}}}
Vectorul normalei {\displaystyle {\boldsymbol {\vec {n}}}} putând fi dedus din ecuația parametrică a cämpului scalar, {\displaystyle U({\vec {r}}(u,v))}:
{\displaystyle {\vec {n}}={\frac {\partial U}{\partial u}}\cdot {\vec {e}}_{u}\times {\frac {\partial U}{\partial v}}\cdot {\vec {e}}_{v}}
În coordonate carteziene: 
{\displaystyle \operatorname {grad} U=\nabla U={\frac {\partial U}{\partial x}}\cdot {\vec {i}}+{\frac {\partial U}{\partial \ y}}\cdot {\vec {j}}+{\frac {\partial U}{\partial \ z}}\cdot {\vec {k}}}
În coordonate polare:
{\displaystyle x=\rho \cdot \cos(\varphi )}
{\displaystyle y=\rho \cdot \sin(\varphi )}
{\displaystyle z=z}
Gradientul se exprimă ca: 
{\displaystyle \operatorname {grad} U=\nabla U={\frac {\partial U}{\partial \rho }}\cdot {\vec {e}}_{\rho }+{\frac {1}{\rho }}\cdot {\frac {\partial U}{\partial \varphi }}\cdot {\vec {e}}_{\varphi }+{\frac {\partial U}{\partial z}}\cdot {\vec {e}}_{z}}
În coordonate sferice:
{\displaystyle x=\rho \cdot \sin(\eta )\cdot cos(\varphi )}
{\displaystyle y=\rho \cdot \sin(\eta )\cdot sin(\varphi )}
{\displaystyle z=\rho \cdot \cos(\eta )}
Gradientul se exprimă ca:
{\displaystyle \operatorname {grad} U=\nabla U={\frac {\partial U}{\partial \rho }}\cdot {\vec {e}}_{\rho }+{\frac {1}{\rho }}\cdot {\frac {\partial U}{\partial \eta }}\cdot {\vec {e}}_{\eta }+{\frac {1}{\rho \cdot \sin(\eta )}}\cdot {\frac {\partial U}{\partial \varphi }}\cdot {\vec {e}}_{\varphi }}

### în limba română
- Iacob, Caius: Mecanică teoretică, Editura didactică și pedagogică, București, 1980.
- Mercheș, Ioan și Burlacu, Lucian: Mecanică analitică și a mediilor deformabile, Editura didactică și pedagogică, (anexa B p270) București, 1983.